# TFR-Klasse 44
Die Transnet-Freight-Rail-Klasse 44 ist eine südafrikanische Diesellokomotive mit elektrischer Kraftübertragung, die ab 2015 abgeliefert wird. Die Transnet-Freight-Rail-Baureihe wird 233 Lokomotiven umfassen und entstammt der Evolution Series von General Electric, wo sie die Bezeichnung ES40ACi trägt.

## Hersteller
Die ersten sechs Lokomotiven wurden von April bis Juli 2015 im General-Electric-Werk Erie im US-Bundesstaat Pennsylvania gebaut. Die restlichen 227 Lokomotiven werden im südafrikanischen Transnet-Engineering-Werk in Koedoespoort bei Pretoria gebaut, wo im Oktober 2015 die erste Lokomotive beinahe fertig war. Im gleichen Monat führten zwei der importierten Lokomotiven Probefahrten auf der Strecke Pyramid South–Bela-Bela aus.
Die Beschaffung der Baureihe 44 ist Teil des größten je vergebenen Liefervertrags für Lokomotiven in der südafrikanischen Geschichte, der zugleich die größte je getätigte Einzelinvestition eines südafrikanischen Unternehmens ist. Der Vertrag besteht aus vier Einzelverträgen mit weltweit tätigen Schienenfahrzeugherstellern über den Bau von insgesamt 1.064 Lokomotiven. Es sind dies:
- CSR Zhuzhou Electric Locomotive Company für 359 Zweisystem-Elektrolokomotiven der TFR-Klasse 22E
- Bombardier Transportation für 240 Zweisystem-Elektrolokomotiven der TFR-Klasse 23E.
- GE Transportation für 233 dieselelektrische Lokomotiven der TFR-Klasse 44.
- China CNR Corporation für 232 dieselelektrische Lokomotiven der TFR-Klasse 45.[2][3]

## Technik

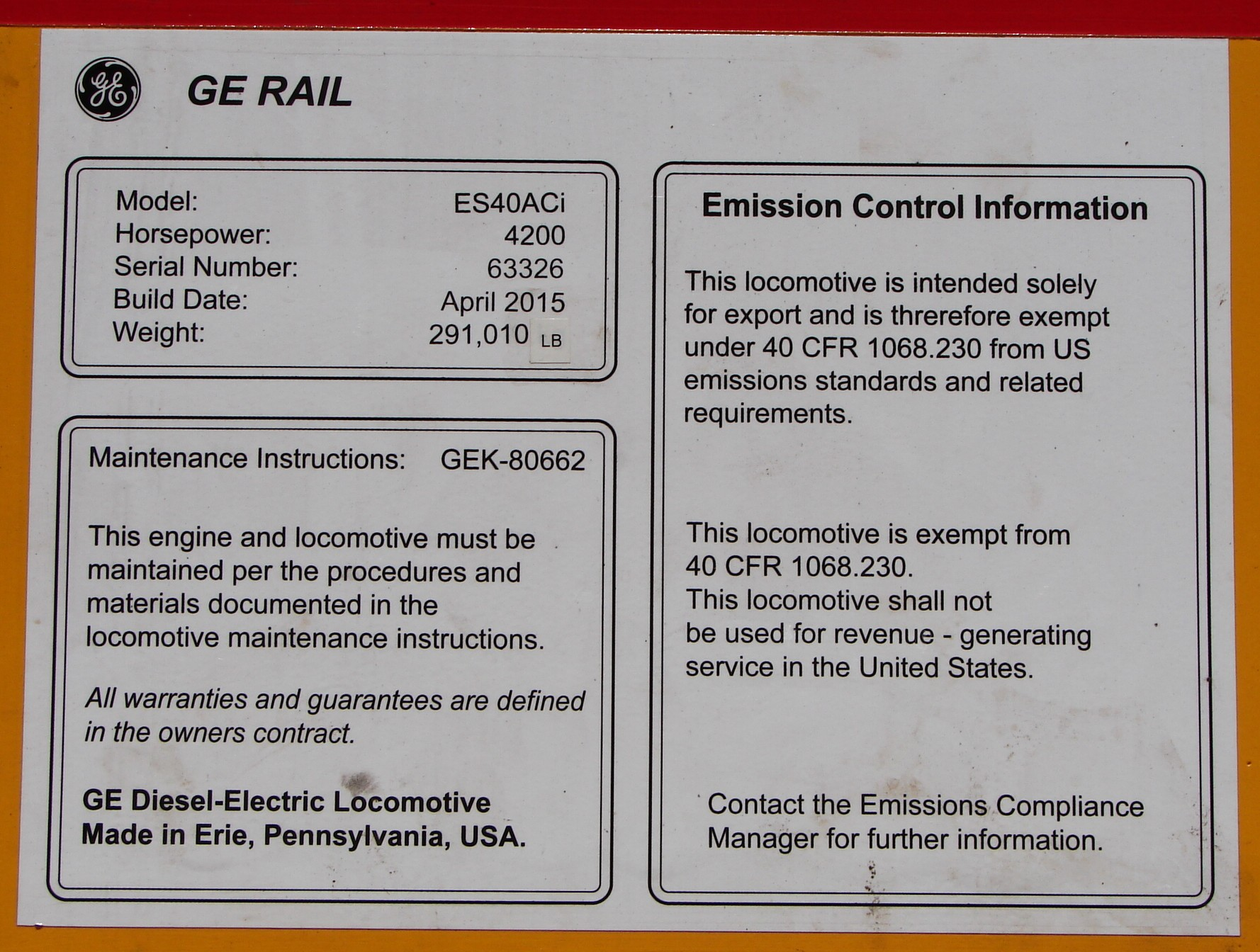
Klebeschild mit Werksnummer und Informationen zu Ausnahme von den US-amerikanischen Abgasvorschriften

Die Baureihe 44 wurde von GE Rail, einer Abteilung von General Electric, nach den Vorgaben von Transnet Freight Rail entwickelt. Im Unterschied dazu war die Vorgänger-Baureihe TFR-Klasse 43 die von GE für Kapspur-Anwendungen entwickelte Standardvariante C30ACi, die „von der Stange“ gekauft wurde.
Die Hauptkomponenten der Baureihe 44, wie zum Beispiel der Dieselmotor GEVO-12, werden in den USA hergestellt, nur die Endmontage findet in Koedoespoort statt. Diese Aufteilung der Arbeiten erfüllt die vertragliche Forderung nach mindestens 55 % lokaler Fertigung bei Diesellokomotiven.

## Werksnummern
Die Werksnummern der bei GE gebauten Lokomotiven der Baureihe 44 sind in der untenstehenden Tabelle aufgeführt:
| Lok-Nr. | Builder | Werknummer | Baujahr |
| ------- | ------- | ---------- | ------- |
| 44 001  | GE      | 63325      | 2015-07 |
| 44 002  | GE      | 63326      | 2015-04 |
| 44 003  | GE      | 63327      | 2015-04 |
| 44 004  | GE      | 63328      | 2015-07 |
| 44 005  | GE      | 63329      | 2015-07 |
| 44 006  | GE      | 63330      | 2015-07 |
| 44 007  | TE      |            | 2015    |

## Bilder
Alle Lokomotiven der Baureihe 44 wurden im roten TFR-Anstrich abgeliefert. Weshalb die Ketten der Anhebesicherung an den Drehgestellen pink sind, ließ sich nicht ergründen.

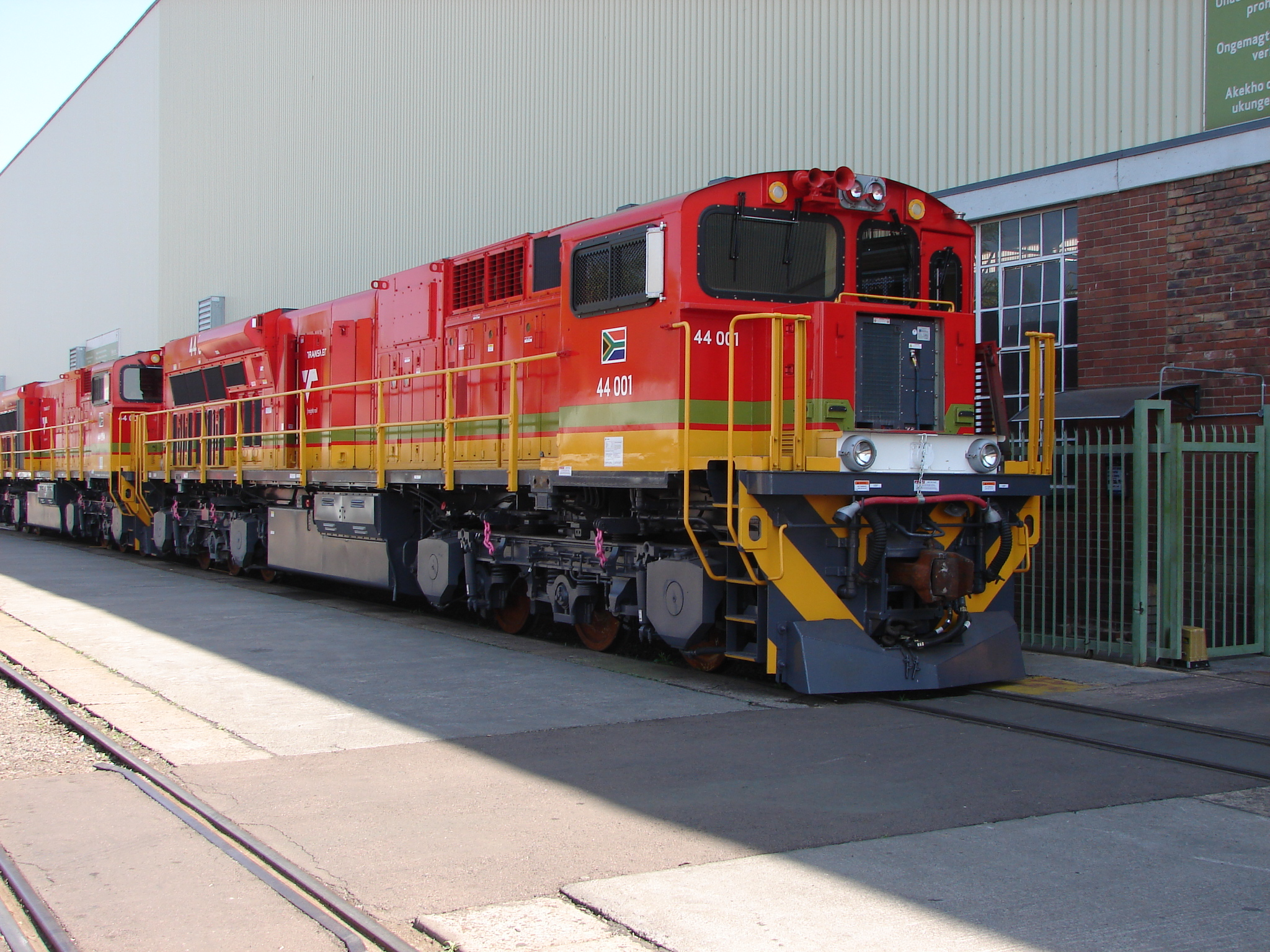
Front und rechte Seite der 44 001 in Koedoespoort am 29. September 2015
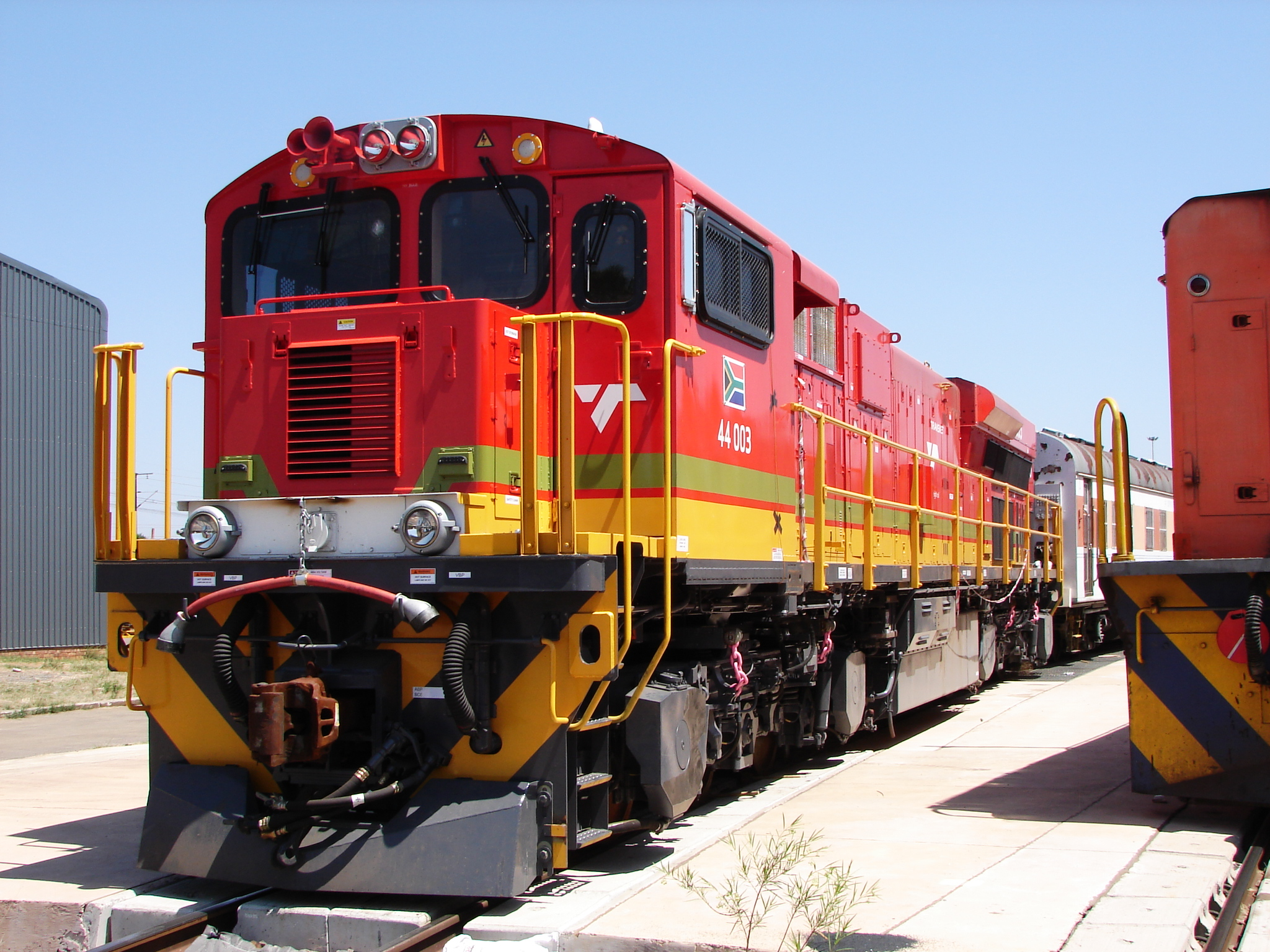
Front und linke Seite der 44 003 in Pyramid South am 27. September 2015
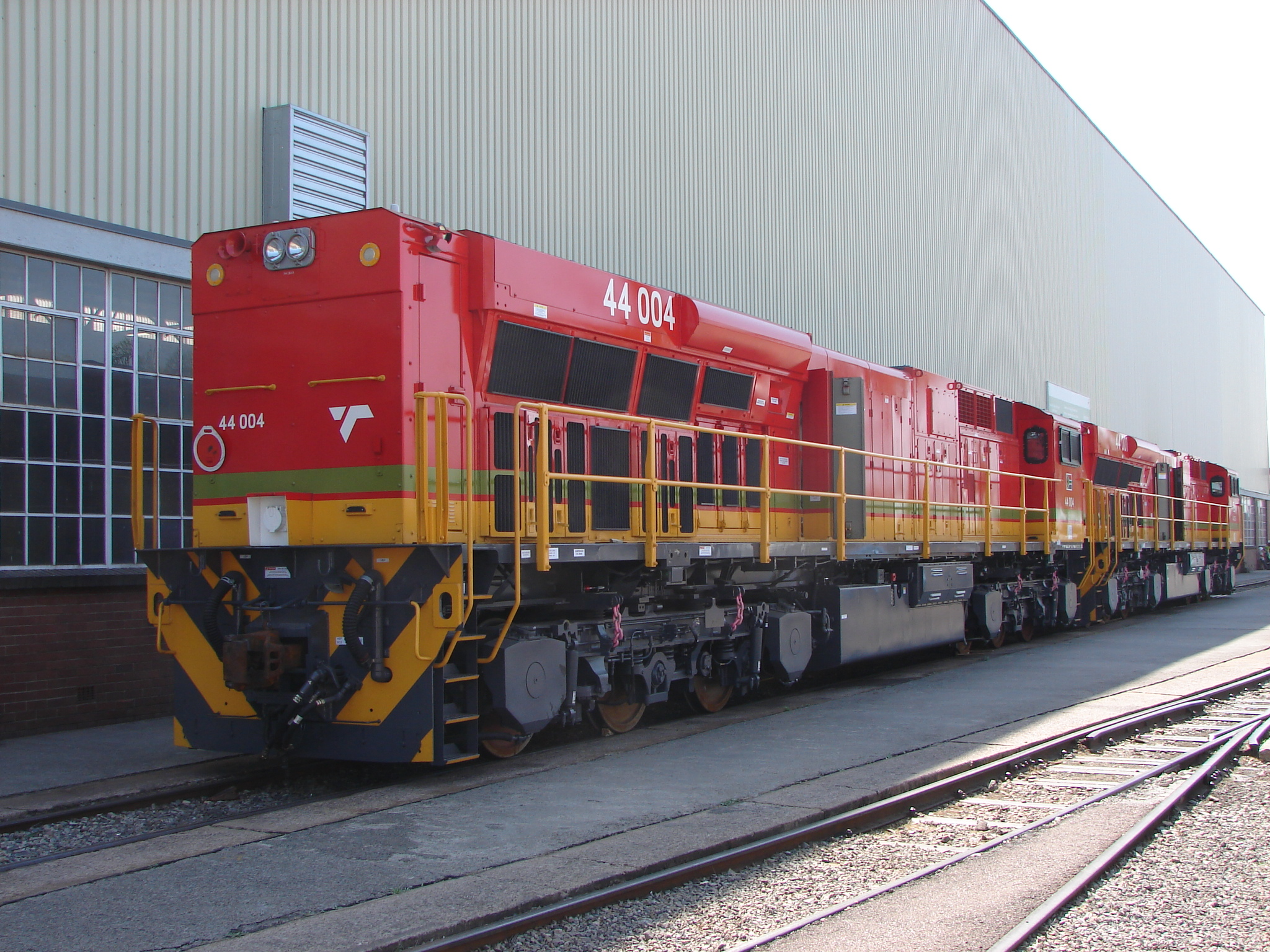
Heck und rechte Seite der 44 004 in Koedoespoort am 29. September 2015